# Avery Dulles
Avery Robert Dulles (Auburn, Nueva York, 24 de agosto de 1918 - 12 de diciembre de 2008) fue un teólogo jesuita norteamericano, nombrado cardenal aunque nunca fue obispo.

## Biografía
Hijo del secretario de Estado John Foster Dulles, y sobrino de Allen Welsh Dulles, agente secreto estadounidense, un influente director de la Central Intelligence Agency (CIA), aunque educado como protestante, se convirtió al catolicismo cuando era estudiante en Harvard, y después ingresó en la  Compañía de Jesús. El papa San Juan Pablo II, en el Consistorio del 21 de febrero de 2001 lo creó cardenal diácono del título de los Santísimos Nombres de Jesús y María  en la Vía Lata. En abril del 2008, el papa Benedicto XVI, en el curso de su viaje apostólico a los Estados Unidos quiso saludarlo personalmente en su residencia. Después de militar en la Armada de los Estados Unidos, y tras su ingreso en la Compañía de Jesús, fue ordenado sacerdote el 16 de junio de 1956. Obtuvo un doctorado en teología en la Universidad Pontificia Gregoriana, de Roma. Enseñó teología en la Universidad de Woodstock (1960-1974) y en la Universidad Católica de América (1974-1988), y fue profesor visitante en numerosas otras instituciones. Autor de 23 libros y más de 750 artículos, fue Presidente de la Sociedad Teológica Católica de América y la Sociedad Teológica de América. También fue miembro de la Comisión Teológica Internacional y del organismo de los EE. UU. para el diálogo católico-luterano, y consultor de la Comisión Episcopal de Estados Unidos sobre Doctrina. Fue el Laurence J. McGinley Profesor de Religión y Sociedad en la Universidad de Fordham, Nueva York (1988-2008). En sus casi 50 años de enseñanza de filosofía y teología en Fordham y otras distinguidas universidades, el cardenal Dulles viajó y escribió mucho. Fue autor de más de 25 libros y de más de 800 artículos, reseñas de libros, prólogos, introducciones y cartas al editor, traducidos al menos a 14 idiomas y distribuidos en todo el mundo.

## Obras
- Avery Dulles (1997). The Priestly Office: A Theological Reflection. Paulist Press. ISBN 9780809137169.
- Avery Dulles (2009). Evangelization for the Third Millennium. Paulist Press. ISBN 9780809146222.
- Avery Dulles (1987). The Catholicity of the Church. Oxford University Press. ISBN 9780191520464.
- Avery Dulles (1996). A Testimonial to Grace: And, Reflections on a Theological Journey. Rowman & Littlefield. ISBN 9781556129049.
- Avery Dulles (2002). Models of the Church. Doubleday Religious Publishing Group. ISBN 9780385505451.
- Avery Dulles (1996). The Assurance of Things Hoped for: A Theology of Christian Faith. Oxford University Press. ISBN 9780195109733.
- Avery Dulles (1975). La Foi, le dogme et les chrétiens. Réflexion pour le temps présent. Editions Beauchesne. ISBN 9782701003849.
- Avery Dulles, Leon Klenicki, Edward Idris Cassidy (2001). The Holocaust, Never to be Forgotten: Reflections on the Holy See's Document We Remember. Paulist Press. ISBN 9780809139859.
- Avery Dulles (2008). Church and Society: The Laurence J. McGinley Lectures, 1988-2007. Fordham Univ Press. ISBN 9780823228645.